# Chenghua (Chengdu)

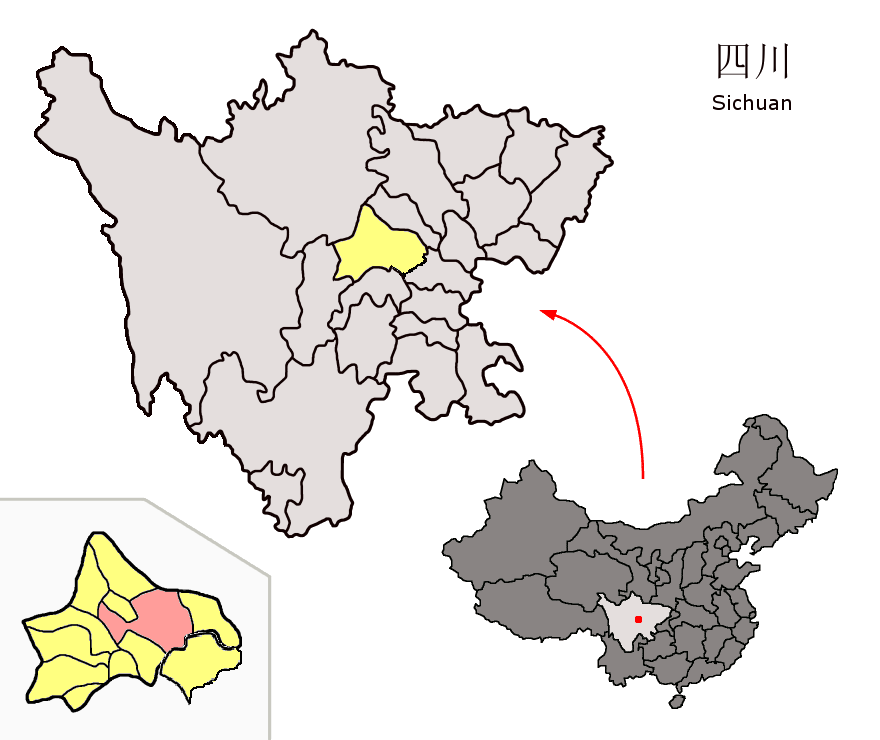
Lage des Gebiets der Stadtbezirke (rosa) auf dem Gebiet der Unterprovinzstadt Chengdu (gelb).

Der Stadtbezirk Chenghua (chinesisch 成华区, Pinyin Chénghuá Qū) ist ein Stadtbezirk in der chinesischen Provinz Sichuan. Er gehört zum Verwaltungsgebiet der Unterprovinzstadt Chengdu. Chenghua hat eine Fläche von 108,3 km² und zählt 1.381.894 Einwohner (Stand: Zensus 2020).

## Administrative Gliederung
Auf Gemeindeebene setzt sich der Stadtbezirk aus vierzehn Straßenvierteln zusammen. 